# Lista dos vencedores do prêmio Capacete de Ouro
Esta é uma lista dos vencedores do prêmio Capacete de Ouro, promovido pela revista Racing desde sua 1ª edição, em 1997.

## 1997: 1.ª edição
Vencedores
- Top: Maurício Gugelmin
- Internacional: Ricardo Zonta
- Fórmula: Bruno Junqueira
- Turismo: Ingo Hoffmann
- Rali: Édio Fuchter
- Kart: André Nicastro

Homenageados
- Emerson Fittipaldi
- Nelson Piquet
- Ayrton Senna

Fonte:

## 1998: 2.ª edição
Vencedores
- Destaque Mundial: Ricardo Zonta
- Top: Tony Kanaan
- Internacional: Enrique Bernoldi
- Fórmula: Karlos Fernandes
- Turismo: Ingo Hoffmann
- Rali: Ulysses Bertholdo - Nilo de Paula
- Kart: Ruben Carrapatoso

Fonte:

## 1999: 3.ª edição
Vencedores
- Top: Rubens Barrichello
- Internacional: Antônio Pizzonia
- Fórmula: Hoover Orsi
- Turismo: Chico Serra
- Truck: Oswaldo Drugovich Jr.
- Rali: Paulo Lemos
- Kart: Pedro Araújo
- Kart – Revelação: Nelson Angelo Piquet
- Destaque regional: Ernani Júdice

Fonte:

## 2000: 4.ª edição
Vencedores
- Top: Gil de Ferran
- Internacional: Antônio Pizzonia
- Fórmula: Vítor Meira
- Turismo: Chico Serra
- Truck: Jorge R. Fleck
- Rali: Ulysses Bertholdo - Nilo de Paula
- Kart: Sérgio Jimenez
- Kart – Revelação: Atila Abreu
- Destaque regional: Elias do Nascimento Junior
- Piloto mais querido (eleito pelo público): Rubens Barrichello

Homenageado
- Wilson Fittipaldi[4]

Fonte:

## 2001: 5.ª edição
Vencedores
- Top: Gil de Ferran
- Internacional: Felipe Massa
- Nacional: Chico Serra
- Fórmula: Juliano Moro
- Turismo: Thiago Marques
- Truck: Renato Martins
- Endurance: Flávio Andrade - Ruyter Pacheco
- Rali – Piloto: Édio Fuchter
- Rali – Navegador: Alberto Zoffmann
- Kart: Sérgio Jimenez
- Kart – Revelação: Pedro Bianchinni
- Destaque regional: Wilton Neto
- Categoria feminina: Ana Beatriz Figueiredo
- Piloto mais querido (eleito pelo público): Rubens Barrichello

Fonte:

## 2002: 6.ª edição
Vencedores
- Destaque Internacional Moto GP: Alex Barros
- Destaque Nacional Tempemporada 2002: Ingo Hoffmann
- Top: Cristiano da Matta
- Internacional: Ricardo Zonta
- Nacional: Chico Serra
- Fórmula: Nelson Angelo Piquet
- Turismo: Edgar Amaral / Mílton Lamanauskas
- Truck / Pick Up: João Campos
- Endurance: Letícia Zanetti / Cláudio Ricci
- Rali: Édio Fuchter / João Gomes
- Off Road: Édio Fuchter / Mílton Pereira
- Kart: Renato Russo
- Kart – Revelação: Felipe Apezatto
- Categoria Feminina: Bia Figueiredo
- Piloto Mais Querido: Rubens Barrichello

Homenageado
- Emerson Fittipaldi

Fonte:

## 2003: 7.ª edição
A premiação ocorreu dia 23 de novembro na casa de espetáculos Tom Brasil Nações Unidas, em São Paulo.
Vencedores
- Top: Hélio Castroneves
- Internacional: Nelson Angelo Piquet
- Nacional: David Muffato
- Fórmula: Danilo Dirani
- Turismo: Luís Carreira Jr.
- Fórmula Truck: Djalma Fogaça
- Pick Up: João Campos
- Rali: Ulysses Bertholdo / Alberto Zoffmann
- Off Road: Maurício Neves / Emerson Cavassin
- Kart: Renato Russo
- Kart – Revelação: Otávio Freitas
- Kart – Cadete: Jonathan Luís

Homenageado
- Paulo Gomes
- Nelson Piquet

Fonte:

## 2004: 8.ª edição
Vencedores
- Fórmula 1: Rubens Barrichello
- Top: Tony Kanaan
- Internacional: Nelson Angelo Piquet
- Fórmula: Daniel Serra
- Nacional: Giuliano Losacco
- Endurance: Guto Negrão / Xandy Negrão
- Turismo: Diogo Pachenki
- Fórmula Truck: Beto Monteiro
- Pick Up: Emerson Duda
- Rali: Ulysses Bertholdo / Alberto Zoffmann
- Off Road: Guilherme Spinelli-Marcelo Vívolo
- Kart: Sérgio Jimenez
- Kart – Revelação: Pedro Rodrigues
- Kart – Cadete: Eduardo Banzolli Filho

Homenageado
- André Ribeiro

Fonte:

## 2005: 9.ª edição
Vencedores e indicados
Fórmula 1
- 1º. Capacete de Ouro - Rubens Barrichello
- 2º. Capacete de Prata - Felipe Massa
- 3º. Capacete de Bronze - Antonio Pizzonia

Top
- 1º. Capacete de Ouro - Tony Kanaan
- 2º. Capacete de Prata - Vitor Meira
- 3º. Capacete de Bronze - Helio Castroneves

Internacional
- 1º. Capacete de Ouro - João Paulo Oliveira
- 2º. Capacete de Prata - Nelson Ângelo Piquet
- 3º. Capacete de Bronze - Rafael Matos

Nacional
- 1º. Capacete de Ouro - Giuliano Losacco
- 2º. Capacete de Prata - Cacá Bueno
- 3º. Capacete de Bronze - Hoover Orsi

Fórmula
- 1º. Capacete de Ouro - Marcello Thomaz
- 2º. Capacete de Prata - Alberto Valério
- 3º. Capacete de Bronze - Zeca Cardoso

Turismo
- 1º. Capacete de Ouro - Alencar Júnior
- 2º. Capacete de Prata - João Adibe
- 3º. Capacete de Bronze - Clemente Lunardi

Endurance
- 1º. Capacete de Ouro - Xandy Negrão / Xandynho Negrão / Giuliano Losacco
- 2º. Capacete de Prata - Fábio Machado / Paulo Varassin
- 3º. Capacete de Bronze - Roberto Nogueira / Luiz Nogueira

Truck
- 1º. Capacete de Ouro - Wellington Cirino
- 2º. Capacete de Prata - Fabiano Brito
- 3º. Capacete de Bronze - Vignaldo Fizio

Picape
- 1º. Capacete de Ouro - João Campos
- 2º. Capacete de Prata - Lairton Miranda
- 3º. Capacete de Bronze - Abramo Mazzochi

Rali
- 1º. Capacete de Ouro - Luís Tedesco / Carlos Moralez
- 2º. Capacete de Prata - Jean Azevedo / Jorley Júnior
- 3º. Capacete de Bronze - Reinaldo Varella / Ivan Bertagna

Off Road
- 1º. Capacete de Ouro - Edu Piano / Marcos Rogério Almeida
- 2º. Capacete de Prata - Guilherme Spinelli / Marcelo Vívolo
- 3º. Capacete de Bronze - Kléver Kolberg / Luís Palu

Kart
- 1º. Capacete de Ouro - Sérgio Jimenez
- 2º. Capacete de Prata - Gabriel Falavina Dias
- 3º. Capacete de Bronze - Felipe Guimarães

Revelação
- 1º. Capacete de Ouro - Felipe Fraga
- 2º. Capacete de Prata - Marcelo Anselmi
- 3º. Capacete de Bronze - Willyans Suhr

Homenageado
- Débora Rodrigues
- Fernanda Parra
- Bia Figueiredo
- Yara Azevedo
- Suzane Carvalho

Fonte:

## 2006: 10.ª edição
A cerimônia de premiação aconteceu no dia 20 de novembro no Teatro Alfa em São Paulo.
Vencedores e indicados
Fórmula 1
- 1º. Capacete de Ouro - Felipe Massa
- 2º. Capacete de Prata - Rubens Barrichello

Top
- 1º. Capacete de Ouro - Helio Castroneves
- 2º. Capacete de Prata - Vitor Meira
- 3º. Capacete de Bronze - Tony Kanaan

Internacional
- 1º. Capacete de Ouro - Nelsinho Piquet
- 2º. Capacete de Prata - Bruno Senna
- 3º. Capacete de Bronze - Roberto Streit

Fórmula
- 1º. Capacete de Ouro - Luiz Razia
- 2º. Capacete de Prata - Diego Nunes
- 3º. Capacete de Bronze - Felipe Lapenna

Nacional
- 1º. Capacete de Ouro - Cacá Bueno
- 2º. Capacete de Prata - Hoover Orsi
- 3º. Capacete de Bronze - Thiago Camilo

Truck/Picape
- 1º. Capacete de Ouro - Renato Martins
- 2º. Capacete de Prata - Vinicius Ramires
- 3º. Capacete de Bronze - Eduardo Heinen

Turismo
- 1º. Capacete de Ouro - Felipe Polehtto
- 2º. Capacete de Prata - Thiago Riberi
- 3º. Capacete de Bronze - Guilherme de Conto

VIP
- 1º. Capacete de Ouro - Xandy Negrão
- 2º. Capacete de Prata - Alencar Jr.
- 3º. Capacete de Bronze - Tom Valle

Rali
- 1º. Capacete de Ouro - L.Tedesco/B.Mega
- 2º. Capacete de Prata - R.Túlio/G.Jablonski
- 3º. Capacete de Bronze - J.Rossler/A.Klein

Off Road
- 1º. Capacete de Ouro - G.Spinelli/M.Vivolo
- 2º. Capacete de Prata - K.Kolberg/E.Bampi
- 3º. Capacete de Bronze - M.Neves/C.Maestrelli

Endurance
- 1º. Capacete de Ouro - Souza Ramos/L.Almeida
- 2º. Capacete de Prata - J.Bana/C.Bana
- 3º. Capacete de Bronze - A.Zaninoto/C.Pons

Kart
- 1º. Capacete de Ouro - Pedro Bianchini
- 2º. Capacete de Prata - Felipe Guimarães
- 3º. Capacete de Bronze - Pedro Rodrigues

Revelação
- 1º. Capacete de Ouro - Felipe Fraga
- 2º. Capacete de Prata - Erik Gasparini
- 3º. Capacete de Bronze - Vinicius Sammarone

Homenageado
- Maria Cristina Rosito
- Rubens Barrichello
- Família Piquet
- Ingo Hoffmann
- Rubens Barrichello
- Hélio Castro Neves
- Felipe Massa
- Bia Figueiredo

Fonte:

## 2007: 11.ª edição
O evento foi realizado no dia 26 de novembro, no Teatro Alfa em São Paulo.
Vencedores e indicados
Fórmula 1 (limitada pelo número de títulares)
- 1º. Capacete de Ouro – Felipe Massa
- 2º. Capacete de Prata – Rubens Barrichello

Top
- 1º. Capacete de Ouro – Tony Kanaan
- 2º. Capacete de Prata – Hélio Castroneves
- 3º. Capacete de Bronze – Bruno Junqueira

Internacional
- 1º. Capacete de Ouro – Lucas Di Grassi
- 2º. Capacete de Prata – Raphael Mattos
- 3º. Capacete de Bronze – Diego Nunes

Nacional
- 1º. Capacete de Ouro – Cacá Bueno
- 2º. Capacete de Prata – Ricardo Mauricio
- 3º. Capacete de Bronze – Thiago Camilo

Fórmula
- 1º. Capacete de Ouro – Clemente Faria Jr.
- 2º. Capacete de Prata – Mario Romancini
- 3º. Capacete de Bronze – Fernando Galera

Turismo
- 1º. Capacete de Ouro – José Cordova
- 2º. Capacete de Prata – Thiago Riberi
- 3º. Capacete de Bronze – Geraldo Sermann

Endurance
- 1º. Capacete de Ouro – João Santana/Victor Genz
- 2º. Capacete de Prata – Paulo Varassim/Lourenço Varassim/ Fabio Machado
- 3º. Capacete de Bronze – José Hoffig Ramos/Maicon Tumiate

Vip
- 1º. Capacete de Ouro – César Urnhani
- 2º. Capacete de Prata – Ricardo Baptista
- 3º. Capacete de Bronze – Renato Cattalini

Truck
- 1º. Capacete de Ouro – Felipe Giaffone
- 2º. Capacete de Prata – Roberval Andrade
- 3º. Capacete de Bronze – Wellington Cirino

Rali
- 1º. Capacete de Ouro – Rafael Tulio/Gilvan Jablonski
- 2º. Capacete de Prata – Ulysses Bertholdo/Sidney Broering
- 3º. Capacete de Bronze – Fabio Dall’Agnol/Marcelo Dalmut

Off Road
- 1º. Capacete de Ouro – Maurício Neves / Clácio Maestreli
- 2º. Capacete de Prata – Paulo Nobre / Felipe Palmeiro
- 3º. Capacete de Bronze – Felipe Bibas / Emerson Cavassin

Kart
- 1º. Capacete de Ouro – Dennis Dirani
- 2º. Capacete de Prata – André Nicastro
- 3º. Capacete de Bronze – Felipe Fraga

Revelação
- 1º. Capacete de Ouro – Erik Gasparini
- 2º. Capacete de Prata – Guilherme Silva
- 3º. Capacete de Bronze – Jonathan Louis

Homenageado
- Wilson Fittipaldi Júnior
- Christian Fittipaldi
- Felipe Massa
- Tony Kanaan
- Ingo Hoffmann
- Nelson Ângelo Piquet
- Augusto Cesário
- Pedro Muffato

Fonte:

## 2008: 12.ª edição
A premiação aconteceu no dia 11 de Novembro em São Paulo.
Vencedores e indicados
Fórmula 1
- 1º. Capacete de Ouro - Felipe Massa;
- 2º. Capacete de Prata - Rubens Barrichello;
- 3º. Capacete de Bronze - Nelson Ângelo Piquet.

Top
- 1º. Capacete de Ouro - Hélio Castroneves;
- 2º. Capacete de Prata - Tony Kanaan;
- 3º. Capacete de Bronze - Vitor Meira.

Internacional
- 1º. Capacete de Ouro - Lucas Di Grassi;
- 2º. Capacete de Prata - Bruno Senna;
- 3º. Capacete de Bronze - Raphael Mattos.

Nacional
- 1º. Capacete de Ouro - Ricardo Mauricio;
- 2º. Capacete de Prata - Thiago Camilo;
- 3º. Capacete de Bronze - Marcos Gomes.

Fórmula
- 1º. Capacete de Ouro - Nelson Merlo;
- 2º. Capacete de Prata - Pedro Enrique Nunes;
- 3º. Capacete de Bronze - Denis Navarro.

Turismo
- 1º. Capacete de Ouro - Gustavo Sondermann;
- 2º. Capacete de Prata - Lucas Finger;
- 3º. Capacete de Bronze - Patrick Gonçalves.

Endurance
- 1º. Capacete de Ouro - Eduardo de Souza Ramos / Leandro Almeida;
- 2º. Capacete de Prata - Edemar Stédile / Fernando Stédile;
- 3º. Capacete de Bronze - Márcio Lima / Mário Bonilha.

Vip
- 1º. Capacete de Ouro - Andreas Mattheis
- 2º. Capacete de - Xandy Negrão
- 3º. Capacete de - Miguel Paludo

Truck
- 1º. Capacete de Ouro - Geraldo Piquet
- 2º. Capacete de Prata - Roberval Andrade
- 3º. Capacete de Bronze - Valmir Benavides

Rali
- 1º. Capacete de Ouro - Luis Stédile / Lucas Rocha
- 2º. Capacete de Prata - Marcos Tokarski / Kana Ribeiro
- 3º. Capacete de Bronze - Roberto Theodoro / Nani Waschbürger

Off-Road
- 1º. Capacete de Ouro - Maurício Neves / Clécio Maestreli
- 2º. Capacete de Prata - Reinaldo Varela / Marcos Macedo
- 3º. Capacete de Bronze - Jean Azevedo / Youssef Haddad

Kart
- 1º. Capacete de Ouro - Felipe Fraga
- 2º. Capacete de Prata - Jonathan Louis
- 3º. Capacete de Bronze - Guilherme Silva

Revelação
- 1º. Capacete de Ouro - Luis Miranda
- 2º. Capacete de Prata - Victor Franzoni
- 3º. Capacete de Bronze - Yuri Cesário

Homenageado
- Bird Clemente
- Ingo Hoffmann
- Aurélio Batista Félix
- Rubens Barrichello
- Família Massa

Fonte:

## 2009: 13.ª edição
A premiação aconteceu no Teatro Alfa, em São paulo no dia 1º de dezembro.
Vencedores e indicados
Fórmula 1
- 1º. Capacete de Ouro - Rubens Barrichello
- 2º. Capacete de Prata - Felipe Massa
- 3º. Capacete de Bronze - Nelsinho Piquet

Top
- 1º. Capacete de Ouro - Hélio Castroneves
- 2º. Capacete de Prata - Mario Moraes
- 3º. Capacete de Bronze - Tony Kanaan

Internacional
- 1º. Capacete de Ouro - Luíz Felipe Nasr
- 2º. Capacete de Prata - Augusto Farfus Jr.
- 3º. Capacete de Bronze - Giancarlo Vilarinho

Nacional
- 1º. Capacete de Ouro - Cacá Bueno
- 2º. Capacete de Prata - Ricardo Maurício
- 3º. Capacete de Bronze - Átila Abreu

Fórmula
- 1º. Capacete de Ouro - Leonardo Cordeiro
- 2º. Capacete de Prata - Cláudio Cantelli
- 3º. Capacete de Bronze - Yann Cunha

Truck
- 1º. Capacete de Ouro - Felipe Giaffone
- 2º. Capacete de Prata - Valmir Benavides
- 3º. Capacete de Bronze - Wellington Cirino

Itaipava GT
- 1º. Capacete de Ouro - Rafael Derani/Cláudio Ricci
- 2º. Capacete de Prata - Marcelo Hahn/Allam Khodair
- 3º. Capacete de Bronze - Chico Longo/Daniel Serra

 
|
Porsche GT3
- 1º. Capacete de Ouro - Miguel Paludo
- 2º. Capacete de Prata - Constantino Júnior
- 3º. Capacete de Bronze - Ricardo Baptista

Turismo
- 1º. Capacete de Ouro - Júlio Campos
- 2º. Capacete de Prata - Fábio Fogaça
- 3º. Capacete de Bronze - Pedro Boesel

Rali
- 1º. Capacete de Ouro - Rafael Túlio/César Valandro
- 2º. Capacete de Prata - Oswaldo Scheer/Gilvan Jablonsky
- 3º. Capacete de Bronze - Eduardo Scheer/Geferson Pavinatto

Off-Road
- 1º. Capacete de Ouro - Maurício Neves/Eduardo Bampi
- 2º. Capacete de Prata - Reinaldo Varela/Marcos Macedo
- 3º. Capacete de Bronze - Jean Azevedo/Youssef Haddad

Kart
- 1º. Capacete de Ouro - Jonathan Louis
- 2º. Capacete de Prata - Felipe Fraga
- 3º. Capacete de Bronze - Pietro Fantin

Revelação
- 1º. Capacete de Ouro - Vinícius Papareli
- 2º. Capacete de Prata - Matheus Jacques
- 3º. Capacete de Bronze - Gregory Diegues

Fonte:

## 2010: 14.ª edição
A premiação aconteceu no dia 13 de dezembro no Via Funchal.
Vencedores e indicados
Fórmula 1
- 1º. Capacete de Ouro - Rubens Barrichello
- 2º. Capacete de Prata - Felipe Massa
- 3º. Capacete de Bronze - Lucas Di Grassi e Bruno Senna

Top
- 1º. Capacete de Ouro - Hélio Castroneves
- 2º. Capacete de Prata - Tony Kanaan
- 3º. Capacete de Bronze - Vitor Meira

Internacional
- 1º. Capacete de Ouro - Cesar Ramos
- 2º. Capacete de Prata - Rafael Suzuki
- 3º. Capacete de Bronze - Adriano Buzaid

Nacional
- 1º. Capacete de Ouro - Max Wilson
- 2º. Capacete de Prata - Ricardo Maurício
- 3º. Capacete de Bronze - Átila Abreu

Trofeo Fiat Línea
- 1º. Capacete de Ouro - Cacá Bueno
- 2º. Capacete de Prata - Christian Fittipaldi
- 3º. Capacete de Bronze - Giuliano Losacco

Fórmula Future Fiat
- 1º. Capacete de Ouro - Nicolas Costa
- 2º. Capacete de Prata - João Jardim
- 3º. Capacete de Bronze - Francisco Alfaya

Itaipava GTBR3
- 1º. Capacete de Ouro - Valdeno Brito/Matheus Stumpf
- 2º. Capacete de Prata - Marcelo Hahn/Allan Khodair
- 3º. Capacete de Bronze - Daniel Serra/Chico Longo

Porsche GT3 Cup
- 1º. Capacete de Ouro - Alex Barros
- 2º. Capacete de Prata - Ricardo Rosset
- 3º. Capacete de Bronze - Ricardo Baptista

Turismo
- 1º. Capacete de Ouro - Patrick Gonçalves
- 2º. Capacete de Prata - José Mário Castilho
- 3º. Capacete de Bronze - Fábio Viscardi

Truck
- 1º. Capacete de Ouro - Felipe Giaffone
- 2º. Capacete de Prata - Wellington Cirino
- 3º. Capacete de Bronze - Valmir Benavides

Fórmula
- 1º. Capacete de Ouro - Yann Cunha
- 2º. Capacete de Prata - Bruno Andrade
- 3º. Capacete de Bronze - Luiz Boesel

Rali
- 1º. Capacete de Ouro - Ulysses Bertholdo/Eduardo Silva
- 2º. Capacete de Prata - Rafael Túlio/César Valandro
- 3º. Capacete de Bronze - Fábio Dall’Agnol/Gabriel Morales

Off-road
- 1º. Capacete de Ouro - Jean Azevedo/Emerson Cavassin
- 2º. Capacete de Prata - Reinaldo Varela/Eduardo Bampi
- 3º. Capacete de Bronze - Cristian Baumgart/Beco Andreotti

Kart
- 1º. Capacete de Ouro - Jonathan Louis
- 2º. Capacete de Prata - Olin Galli
- 3º. Capacete de Bronze - Fernando Guzzi

Revelação
- 1º. Capacete de Ouro - Gabriel Sereia
- 2º. Capacete de Prata - Raikkonen Sakezenian
- 3º. Capacete de Bronze - Bruno Bertoncello[21]

Capacetes especiaiso
Itaipava GTBR4
- 1º. Capacete de Ouro - Valter Rossete
- 2º. Capacete de Prata - Renan Guerra
- 3º. Capacete de Bronze - Fábio Greco

Porsche GT3 Light
- 1º. Capacete de Ouro - André Posses
- 2º. Capacete de Prata - Edu Guedes
- 3º. Capacete de Bronze - Gil Farah

Novos Talentos
- 1º. Capacete de Ouro - Felipe Fraga

Homenageado
- Rubens Barrichello - 300 Grandes Prêmios de Fórmula 1
- Ayrton Senna - 50 anos (recebido por Bruno Senna)
- Graziela Fernandez - Mulheres no automobilismo
- Bia Figueiredo - Primeira brasileira nas 500 Milhas de Indianápolis

Fonte:

## 2011: 15.ª edição
A premiação aconteceu no dia 12 de dezembro na casa de shows Via Funchal em São Paulo. O evento foi apresentado por Isabel Reis, vice-presidente da Motorpress Brasil.
Vencedores e indicados
Fórmula 1
- 1º. Capacete de Ouro - Bruno Senna
- 2º. Capacete de Prata - Rubens Barrichello
- 3º. Capacete de Bronze - Felipe Massa

Top
- 1º. Capacete de Ouro - Tony Kanaan
- 2º. Capacete de Prata - Helio Castroneves
- 3º. Capacete de Bronze - Vitor Meira

Internacional
- 1º. Capacete de Ouro - Felipe Nasr
- 2º. Capacete de Prata - Pietro Fittipaldi
- 3º. Capacete de Bronze - Lucas Foresti

Nacional
- 1º. Capacete de Ouro - Cacá Bueno
- 2º. Capacete de Prata - Thiago Camilo
- 3º. Capacete de Bronze - Max Wilson

Itaipava GT3
- 1º. Capacete de Ouro - Valdeno Brito/Matheus Stumpf
- 2º. Capacete de Prata - Xandy Negrão/Xandynho Negrão
- 3º. Capacete de Bronze - Marcelo Hahn/Allam Khodair

Itaipava GT4
- 1º. Capacete de Ouro - Caio Lara/Cristiano Federico
- 2º. Capacete de Prata - Sérgio Laganá/Alan Hellmeister
- 3º. Capacete de Bronze - Valter Rossete/Fábio Greco

Trofeu Fiat Linea
- 1º. Capacete de Ouro - Cacá Bueno
- 2º. Capacete de Prata - Popó Bueno
- 3º. Capacete de Bronze - Giuliano Losacco

Fórmula Futuro Fiat
- 1º. Capacete de Ouro - Guilherme Silva
- 2º. Capacete de Prata - Luir Miranda
- 3º. Capacete de Bronze - Jonathan Louis

Porsche GT3
- 1º. Capacete de Ouro - Constantino Júnior
- 2º. Capacete de Prata - Clemente Lunardi
- 3º. Capacete de Bronze - Ricardo Baptista

Porsche GT4
- 1º. Capacete de Ouro - Sylvio de Barros
- 2º. Capacete de Prata - Gilberto Farah
- 3º. Capacete de Bronze - Fernando Barci

Truck
- 1º. Capacete de Ouro - Felipe Giaffone
- 2º. Capacete de Prata - Geraldo Piquet
- 3º. Capacete de Bronze - Valmir Benavides

Turismo
- 1º. Capacete de Ouro - Patrick Gonçalves
- 2º. Capacete de Prata - Neto de Nigris
- 3º. Capacete de Bronze - Marcelo Hahn

Fórmula 3
- 1º. Capacete de Ouro - Fabiano Machado
- 2º. Capacete de Prata - Guilherme Silva
- 3º. Capacete de Bronze - Bruno Bonifácio

Rali
- 1º. Capacete de Ouro - Rafael Túlio/Julimar Ferro
- 2º. Capacete de Prata - Fábio DallÁgnol/Gabriel Morales
- 3º. Capacete de Bronze - Luccas Armone/Felipe Costa

Off-Road
- 1º. Capacete de Ouro - Guilherme Spinelli/Youssef Haddad
- 2º. Capacete de Prata - Reinaldo Varella/Eduardo Bampi
- 3º. Capacete de Bronze - Cristian Baumgart/Beco Andreotti

Kart
- 1º. Capacete de Ouro - Danilo Dirani
- 2º. Capacete de Prata - Vitor Baptista
- 3º. Capacete de Bronze - Fernando Guzzi

Revelação
- 1º. Capacete de Ouro - Paulo Coelho
- 2º. Capacete de Prata - Yanni Fontana
- 3º. Capacete de Bronze - João Guim

Homenageado
- Anísio Campos
- Bird Clemente
- Eduardo Scuracchio
- Flávio Del Mese
- Francisco Lameirão
- Jan Balder
- Jorge Lettry
- Mário César de Camargo Filho
- Miguel Crispin
- Milton Masteguin
- Otto Kuttiner
- Paulo Trevisan
- Ricardo Magnusson
- Toni Bianco

Fonte:

## 2012: 16.ª edição
A premiação aconteceu no dia 10 de dezembro na casa Moinhos Eventos em São Paulo.
Vencedores e indicados
Fórmula 1
- 1º. Capacete de Ouro - Felipe Massa
- 2º. Capacete de Prata - Bruno Senna

Top
- 1º. Capacete de Ouro - Helio Castroneves
- 2º. Capacete de Prata - Tony Kanaan
- 3º. Capacete de Bronze - Rubens Barrichello

Internacional
- 1º. Capacete de Ouro - Luiz Razia
- 2º. Capacete de Prata - Nicolas Costa
- 3º. Capacete de Bronze - Bruno Bonifácio

Nacional
- 1º. Capacete de Ouro - Cacá Bueno
- 2º. Capacete de Prata - Átila Abreu
- 3º. Capacete de Bronze - Ricardo Maurício

Gran Turismo
- 1º. Capacete de Ouro - Cleber Faria/Eduardo Rosa
- 2º. Capacete de Prata - Cacá Bueno/Claudio Dahruj
- 3º. Capacete de Bronze - Vanuê Faria/Renan Guerra

Copa Fiat
- 1º. Capacete de Ouro - Cacá Bueno
- 2º. Capacete de Prata - André Bragantini
- 3º. Capacete de Bronze - Giuliano Losacco

Mercedes-Benz Challenge
- 1º. Capacete de Ouro - João Campos/Márcio Campos
- 2º. Capacete de Prata - Fernando Júnior
- 3º. Capacete de Bronze - Cesare Marrucci

Porsche Cup
- 1º. Capacete de Ouro - Ricardo Baptista
- 2º. Capacete de Prata - Clemente Lunardi
- 3º. Capacete de Bronze - Fábio Viscardi

Porsche Challenge
- 1º. Capacete de Ouro - Sylvio de Barros
- 2º. Capacete de Prata - Daniel Schneider
- 3º. Capacete de Bronze - Gui Affonso

Truck
- 1º. Capacete de Ouro - Leandro Totti
- 2º. Capacete de Prata - Beto Monteiro
- 3º. Capacete de Bronze - Felipe Giaffone

Turismo
- 1º. Capacete de Ouro - Vitor Genz
- 2º. Capacete de Prata - Rodrigo Hanashiro
- 3º. Capacete de Bronze - Raphael Abbate

Fórmula 3
- 1º. Capacete de Ouro - Fernando Kid
- 2º. Capacete de Prata - Higor Hoffmann
- 3º. Capacete de Bronze - Raphael Raucci

Endurance
- 1º. Capacete de Ouro - Xandy Negrão / Xandinho Negrão
- 2º. Capacete de Prata - Chico Longo / Daniel Serra
- 3º. Capacete de Bronze - Marcelo Santanna / Christian Pons

Rali
- 1º. Capacete de Ouro - Luccas Arnone/Felipe Costa
- 2º. Capacete de Prata - Fábio DallAgnol/ Gabriel Morales
- 3º. Capacete de Bronze - Rafael Túlio/Gilvan Jablonski

Off-Road
- 1º. Capacete de Ouro - Guilherme Spinelli/Youssef Haddad
- 2º. Capacete de Prata - Riamburgo Ximenes/Flávio França
- 3º. Capacete de Bronze - Marcos Baumgart/Kleber Cincea

Kart
- 1º. Capacete de Ouro - Vitor Baptista
- 2º. Capacete de Prata - Olin Galli
- 3º. Capacete de Bronze - Dudu Dieter

Revelação
- 1º. Capacete de Ouro - Felipe Drugovich
- 2º. Capacete de Prata - Gianluca Petecof
- 3º. Capacete de Bronze - Guilherme Peixoto

Homenageado
- Equipe Jolly-Gancia
- Reginaldo Leme

## 2013: 17.ª edição
Vencedores e indicados
Top
- 1°. Capacete de Ouro: Tony Kanaan
- 2°. Capacete de Prata: Helio Castroneves
- 3°. Capacete de Bronze: Felipe Massa

Internacional Top
- 1°. Capacete de Ouro: Augusto Farfus Jr.
- 2°. Capacete de Prata: Felipe Nasr
- 3°. Capacete de Bronze: Miguel Paludo

Internacional
- 1°. Capacete de Ouro: Felipe Guimarães
- 2°. Capacete de Prata: Bruno Bonifácio
- 3°. Capacete de Bronze: Rafael Suzuki

Stock Car
- 1°. Capacete de Ouro: Daniel Serra
- 2°. Capacete de Prata: Thiago Camilo
- 3°. Capacete de Bronze: Ricardo Mauricio

Fórmula 3
- 1°. Capacete de Ouro: Felipe Guimarães
- 2°. Capacete de Prata: Raphael Raucci
- 3°. Capacete de Bronze: Arthur Fortunato

Mercedes-Benz Grand Challenge
- 1°. Capacete de Ouro: Márcio Campos
- 2°. Capacete de Prata: Neto de Nigris
- 3°. Capacete de Bronze: Rubens Tilkian

Nacional
- 1°. Capacete de Ouro: Ricardo Maurício
- 2°. Capacete de Prata: Ricardo Rosset
- 3°. Capacete de Bronze: Ricardo Baptista

Rali
- 1°. Capacete de Ouro: Ulysses Bertholdo / Marcelo Dalmut
- 2°. Capacete de Prata: Ilo Diehl / Eduardo Soneca
- 3°. Capacete de Bronze: Fábio Dall Agnol / Gabriel Morales

Off Road
- 1°. Capacete de Ouro: Cristian Baumgart / Alberto Andreotti
- 2°. Capacete de Prata: Kléver Kolberg / Flávio França
- 3°. Capacete de Bronze: João Cardoso / Sidinei Broering

Kart
- 1°. Capacete de Ouro: Pedro Cardoso
- 2°. Capacete de Prata: André Nicastro
- 3°. Capacete de Bronze: Danilo Dirani

Revelação
- 1°. Capacete de Ouro: Felipe Baptista
- 2°. Capacete de Prata: Paulo Coelho
- 3°. Capacete de Bronze: Lucca Croce

Fonte:

## 2014: 18.ª edição
Vencedores e indicados
Top
- 1°. Capacete de Ouro: Felipe Massa
- 2°. Capacete de Prata: Helio Castroneves
- 3°. Capacete de Bronze: Tony Kanaan

Internacional Top
- 1°. Capacete de Ouro: Felipe Nasr
- 2°. Capacete de Prata: Christian Fittipaldi
- 3°. Capacete de Bronze: Cesar Ramos

Internacional
- 1°. Capacete de Ouro: Pietro Fittipaldi
- 2°. Capacete de Prata: Bruno Baptista
- 3°. Capacete de Bronze: Felipe Ortiz

Stock Car
- 1°. Capacete de Ouro: Rubens Barrichello
- 2°. Capacete de Prata: Átila Abreu
- 3°. Capacete de Bronze: Daniel Serra

Fórmula 3
- 1°. Capacete de Ouro: Pedro Piquet
- 2°. Capacete de Prata: Vitor Baptista
- 3°. Capacete de Bronze: Lukas Moraes

Nacional
- 1°. Capacete de Ouro: Ricardo Maurício
- 2°. Capacete de Prata: Guilherme Salas
- 3°. Capacete de Bronze: Márcio Campos

Mercedes-Benz CLA AMG Cup
- 1°. Capacete de Ouro: Rodrigo Hanashiro
- 2°. Capacete de Prata: Neto De Nigris
- 3°. Capacete de Bronze: Fernando Fortes

Mercedes-Benz C250 Cup
- 1°. Capacete de Ouro: Christian Mohr
- 2°. Capacete de Prata: Marcos Paioli/Peter Gottschalk
- 3°. Capacete de Bronze: Luís Sena Júnior

Rali
- 1°. Capacete de Ouro: Ulysses Bertholdo/Marcelo Dalmut
- 2°. Capacete de Prata: Luccas Arnone/Andrei Karpinski
- 3°. Capacete de Bronze: Dimas Pimenta/Rodrigo Konig

Off Road
- 1°. Capacete de Ouro: Reinaldo Varela/Gustavo Gugelmin
- 2°. Capacete de Prata: Marcos Baumgart/Kleber Cincea
- 3°. Capacete de Bronze: Lucas Moraes/Beco Andreotti

Kart
- 1°. Capacete de Ouro: Renato Russo
- 2°. Capacete de Prata: André Nicastro
- 3°. Capacete de Bronze: Fernando Guzzi

Revelação
- 1°. Capacete de Ouro: Caio Collet
- 2°. Capacete de Prata: Leonardo Rufino
- 3°. Capacete de Bronze: Erick Lutum

Fonte:

## 2015: 19ª edição
Vencedores e indicados
Fórmula 1
- 1°. Capacete de Ouro: Felipe Nasr
- 2°. Capacete de Prata: Felipe Massa

Top
- 1°. Capacete de Ouro: Helio Castroneves
- 2°. Capacete de Prata: Tony Kanaan

Internacional Top
- 1°. Capacete de Ouro: Christian Fittipaldi
- 2°. Capacete de Prata: Lucas Di Grassi
- 3°. Capacete de Bronze: João Paulo Oliveira

Internacional
- 1°. Capacete de Ouro: Vitor Baptista
- 2°. Capacete de Prata: Vinícius Paparelli
- 3°. Capacete de Bronze: Pedro Cardoso

Stock Car
- 1°. Capacete de Ouro: Marcos Gomes
- 2°. Capacete de Prata: Cacá Bueno
- 3°. Capacete de Bronze: Ricardo Maurício

Fórmula 3 Brasil
- 1°. Capacete de Ouro: Pedro Piquet
- 2°. Capacete de Prata: Arthur Fortunato
- 3°. Capacete de Bronze: Matheus Iorio

Brasileiro de Marcas
- 1°. Capacete de Ouro: Vitor Meira
- 2°. Capacete de Prata: Gustavo Martins
- 3°. Capacete de Bronze: Nonô Figueiredo

Mercedes-Benz CLA AMG Cup
- 1°. Capacete de Ouro: Fernando Júnior
- 2°. Capacete de Prata: Adriano Rabelo
- 3°. Capacete de Bronze: Cristian Mohr

Mercedes-Benz C250 Cup
- 1°. Capacete de Ouro: Peter Michel Gottschalk
- 2°. Capacete de Prata: Luiz Sena Jr./Cleiton Campos
- 3°. Capacete de Bronze: Betinho Sartório

Rali
- 1°. Capacete de Ouro: Ulysses Bertholdo/Alessander Soares
- 2°. Capacete de Prata: Rafael Túlio/Gilvan Jablonski
- 3°. Capacete de Bronze: Toninho Genoin/Maicol Souza

Off Road
- 1°. Capacete de Ouro: Reinaldo Varela/Gustavo Gugelmin
- 2°. Capacete de Prata: Marcos Baumgart/Kleber Cincea
- 3°. Capacete de Bronze: João Franciosi/Rafael Capoani

Nacional
- 1°. Capacete de Ouro: Felipe Giaffone
- 2°. Capacete de Prata: Paulo Salustiano
- 3°. Capacete de Bronze: Leandro Totti

Kart
- 1°. Capacete de Ouro: Caio Collet
- 2°. Capacete de Prata: Marcel Della Coletta
- 3°. Capacete de Bronze: Olin Galli

Revelação
- 1°. Capacete de Ouro: Rafael Câmara
- 2°. Capacete de Prata:  Pedro Braga
- 3°. Capacete de Bronze:  Diego Ramos/Gabriel Crepaldi

Fonte:

## 2016: 20.ª edição
Vencedores e indicados
Fórmula 1
- 1°. Capacete de Ouro: Felipe Massa
- 2°. Capacete de Prata: Felipe Nasr

Fórmula Indy
- 1°. Capacete de Ouro: Helio Castroneves
- 2°. Capacete de Prata: Tony Kanaan

Internacional Top
- 1°. Capacete de Ouro: Lucas Di Grassi
- 2°. Capacete de Prata: Christian Fittipaldi
- 3°. Capacete de Bronze: João Paulo de Oliveira

Internacional
- 1°. Capacete de Ouro: Matheus Leist
- 2°. Capacete de Prata: Nicolas Costa
- 3°. Capacete de Bronze: Victor Franzoni

Stock Car
- 1°. Capacete de Ouro: Felipe Fraga
- 2°. Capacete de Prata: Rubens Barrichello
- 3°. Capacete de Bronza: Max Wilson

Fórmula 3
- 1°. Capacete de Ouro: Matheus Iorio
- 2°. Capacete de Prata: Guilherme Samaia
- 3°. Capacete de Bronze: Thiago Vivacqua

Brasileiro de Marcas
- 1°. Capacete de Ouro: Thiago Marques
- 2°. Capacete de Prata: Nonô Figueiredo
- 3°. Capacete de Bronze: Vicente Orige

Mercedes-Benz Challenge CLA 45 AMG
- 1°. Capacete de Ouro: Arnaldo Diniz Filho
- 2°. Capacete de Prata: Fernando Fortes
- 3°. Capacete de Bronze: Luiz Carlos Ribeiro

Mercedes-Benz Challenge C250
- 1°. Capacete de Ouro: Peter Michael Gottschalk
- 2°. Capacete de Prata: Cláudio Simão
- 3°. Capacete de Bronze: Fábio Scorpioni

Fórmula Truck
- 1°. Capacete de Ouro: Felipe Giaffone
- 2°. Capacete de Prata: Paulo Salustiano
- 3°. Capacete de Bronze: Diogo Pachenki

Nacional
- 1°. Capacete de Ouro: Lico Kaesemodel
- 2°. Capacete de Prata: Luca Milani
- 3°. Capacete de Bronze: E. Berlanda/W. Berlanda

Rally
- 1°. Capacete de Ouro: Ulysses Bertholdo / Marcelo Dalmut
- 2°. Capacete de Prata:  Rafael Túlio / Cesar Valandro
- 3°. Capacete de Bronze:  Ricardo Malucelli / Giovani Bordin

Off-Road
- 1°. Capacete de Ouro:  Cristian Baumgart / Beco Andreotti
- 2°. Capacete de Prata:  Guiga Spinelli / Youssef Haddad
- 3°. Capacete de Bronze:  Reinaldo Varela / Gustavo Gugelmin

Kart
- 1°. Capacete de Ouro: Marcel Coletta
- 2°. Capacete de Prata: Fernando Guzzi
- 3°. Capacete de Bronze: João Rosate

Revelação
- 1°. Capacete de Ouro: Rafael Câmara
- 2°. Capacete de Prata: Gabriel Gomez
- 3°. Capacete de Bronze: Enrico Martins

Fonte:

## 2017: 21.ª edição
Fórmula 1
- 1°. Capacete de Ouro: Felipe Massa

IndyCar Series
- 1°. Capacete de Ouro: Hélio Castroneves
- 2°. Capacete de Prata: Tony Kanaan

Fórmula E
- 1°. Capacete de Ouro: Lucas Di Grassi
- 2°. Capacete de Prata: Nelson Piquet Jr.

Internacional Top
- 1°. Capacete de Ouro: Matheus Leist
- 2°. Capacete de Prata: Christian Fittipaldi
- 3°. Capacete de Bronze: Bruno Senna

Internacional
- 1°. Capacete de Ouro: Pietro Fittipaldi
- 2°. Capacete de Prata: Victor Franzoni
- 3°. Capacete de Bronze: Felipe Drugovich

Stock Car
- 1°. Capacete de Ouro: Daniel Serra
- 2°. Capacete de Prata: Thiago Camilo
- 3°. Capacete de Bronze: Átila Abreu

Fórmula 3
- 1°. Capacete de Ouro: Igor Fraga
- 2°. Capacete de Prata: Guilherme Samaia
- 3°. Capacete de Bronze: Giuliano Raucci

Mercedes CLA
- 1°. Capacete de Ouro: Fernando Jr.
- 2°. Capacete de Prata: Betão Fonseca
- 3°. Capacete de Bronze: José Vitte

Mercedes C250
- 1°. Capacete de Ouro: Cláudio Simão
- 2°. Capacete de Prata: André Moraes Jr.
- 3°. Capacete de Bronze: Raphael Teixeira / Rodrigo Cruvinel

Nacional
- 1°. Capacete de Ouro: Nonô Figueiredo
- 2°. Capacete de Prata: Rodrigo Baptista
- 3°. Capacete de Bronze: Berlanda Jr.

Formação de Pilotos
- 1°. Capacete de Ouro: Bruno Leme
- 2°. Capacete de Prata: Gabriel Silva
- 3°. Capacete de Bronze: Emílio Padrón

Rali
- 1°. Capacete de Ouro: Ricardo Malucelli / Giovani Bordin
- 2°. Capacete de Prata: Cláudio Rossi / Eduardo Tonial
- 3°. Capacete de Bronze: Tiago Larossa / KZ Morales

Off-Road
- 1°. Capacete de Ouro: Guilherme Spinelli / Youssef Haddad
- 2°. Capacete de Prata: Glauber Fontoura / Minae Miyauti
- 3°. Capacete de Bronze: André Miranda / Alison Pedroso

Kart
- 1°. Capacete de Ouro: Marcel Coletta
- 2°. Capacete de Prata: João Cunha
- 3°. Capacete de Bronze: Bruno Grigatti

Revelação
- 1°. Capacete de Ouro: Gabriel Koenigkan
- 2°. Capacete de Prata: Vinícius Tessaro
- 3°. Capacete de Bronze: Gabriel Gomez e Fabrício Filho

Sertões
- 1°. Capacete de Ouro: Cristian Baumgart / Beco Andreotti

- Fonte:[37][38]

## 2018: 22.ª edição
Vencedores
CARROS
- Stock Car: Daniel Serra
- Formação de Pilotos: Gabriel Silva
- Internacional Top: Sérgio Sette Câmara
- Revelação: Vinicius Tessaro
- Kart: Felipe Bartz
- Off-Road: Cristian Baumgart e Beco Andreotti
- Rali: Paulo Nobre e Gabriel Morales
- Fórmula Indy: Tony Kanaan
- Fórmula E: Lucas Di Grassi
- Nacional: Felipe Giaffone
- Internacional: Enzo Fittipaldi
- Velocidade na Terra/Autocross: Celso Mello
- Velocidade na terra/Kartcross: Alan Synthes
- Brasileiro de Turismo/Categoria A: Wanderson Freitas/Leandro Freitas
- Brasileiro de Turismo/Categoria B: Edson Bueno

MOTOS
- Super Moto: Pedro Rehn
- Motocross: Carlos Campano
- Enduro: Bruno Crivillin
- Rali: Gregório Caselani
- Quadriciclo: Geison Belmont
- UTV: Denisio Nascimento
- Motovelocidade: Alex Barros.

Fonte:

## 2019: 23.ª edição
Vencedores
Prêmios – Motociclismo
- Super Moto – Pedro Rehn
- Motocross – Jetro Salazar
- Enduro – Bruno Crivilin
- Rali – Tunico Maciel
- Motovelocidade – Eric Granado

Prêmios – Carros
- Copa HB20 Pro – Raphael Abbate
- Copa HB20 Super – Luciano Viscardi
- Rali – Juliano Sartori e Rafael Sartori
- Off-Road – Cristian Baumgart e Beco Andreotti
- Formação de Pilotos – João Pedro Maia
- Kart – Danilo Dirani
- Revelação – Felipe Vriesmann
- Internacional Top – Sérgio Jimenez
- Internacional – Enzo Fittipaldi
- Nacional – Beto Monteiro
- Fórmula Top – Lucas di Grassi
- Stock Car – Thiago Camilo

Homenagens
- Destaque internacional – Diogo Moreira
- Homenagem Pikes Peak – Rafael Paschoalin

Momento CBA
- Autocross – Celso Melo
- Kartcross – Felipe Sanson De Nadai
- Turismo VNT – Fausto de Lucca
- Turismo Nacional A – Fabiano Cardoso
- Turismo Nacional B – Ted Vitor Barbirato
- Drift – Diego Higa

Fonte:

## 2021: 24.ª edição
Devido a pandemia de COVID-19, a 24.ª edição da premiação terá um novo formato "híbrido", parte digital, parte presencial. A data também foi adiada para janeiro de 2021, onde os melhores do ano anterior serão laureados.
Vencedores
Prêmios – Automobilismo
- Categoria Fórmula Top – Lucas Di Grassi
- Categoria Internacional Top – Hélio Castroneves
- Categoria Internacional – Gianluca Petecof
- Categoria Stock Car – Ricardo Maurício
- Categoria Copa Truck – Beto Monteiro
- Categoria Nacional – Miguel Paludo
- Categoria Endurance Nacional – Alexandre Negrão
- Categoria Rally / Off Road – Marcos Baumgart e Kleber Cincea
- Categoria Kart – Rafael Câmara
- Categoria Kart Revelação – Theo Salomão

Prêmios – Motociclismo
- Homenagem Póstuma – Tunico Maciel
- Categoria Enduro – Bruno Crivilin
- Categoria Motovelocidade – Ton Kawakami
- Categoria Motocross – Paulo Alberto
- Categoria Rally - Ricardo Martins

Fonte:

## 2022: 25.ª edição
Realizado no dia 4 de fevereiro de 2022, no Centro de Convenções Ulysses Guimarães, em Brasília. O evento, que premiou os melhores de 2021, também celebrou os 60 anos da CBA, contando também com o primeiro Troféu CBA.
Vencedores
Prêmios – Automobilismo
- Categoria Fórmula Top – Hélio Castroneves
- Categoria Internacional Top – Felipe Nasr e Pipo Derani
- Categoria Internacional – Kiko Porto
- Categoria Stock Car – Gabriel Casagrande
- Categoria Stock Light – Felipe Baptista
- Categoria Turismo Nacional – Gustavo Magnabosco
- Categoria Nacional – André Marques
- Categoria Regional – Júlio Campos e Leo Torres
- Categoria Endurance – Cacá Bueno e Ricardo Baptista
- Categoria Rally – Ulysses Bertholdo e Marcelo Dalmut
- Categoria Off Road – Cristian Baumgart e Beco Andreotti
- Categoria Drift – Matheus Sartor
- Categoria Arrancada – Fabricio Trifoni
- Categoria Kart – Gabriel Gomez
- Categoria Kart Revelação – Bernardo Leal
- Categoria Autocross – Ricardo Basso
- Categoria Kartcross – Alan Synthes
- Categoria VNT – Alexandre Camargo

Fonte:

## 2023: 26.ª edição
Realizado no dia 19 de abril de 2023 no Hotel Royal Tulip, em Brasília, após a entrega dos prêmios do Segundo Troféu CBA.
Vencedores
Prêmios – Automobilismo
- Categoria Fórmula Top – Lucas Di Grassi
- Categoria Internacional – Felipe Drugovich
- Categoria Stock Car Pro Series – Rubens Barrichello
- Categoria Fórmula 4 Brasil – Pedro Clerot
- Categoria Nacional – Enzo Elias
- Categoria Rally (Piloto) – Ulysses Bertholdo
- Categoria Rally (Navegador) – Marcelo Dalmut
- Categoria Off Road (Piloto) – Lucas Moraes
- Categoria Off Road (Navegador) – Kaíque Bentivoglio
- Categoria Kart – Matheus Morgatto
- Categoria Kart Revelação – Gustavo Bonk
- Categoria Arrancada – Jader Krolow
- Homenagem às mulheres – Bia Figueiredo

Fonte:

## 2024: 27.ª edição
Realizado em 15 de março de 2024 em São Paulo, premiou os melhores de 2023, além de realizar homenagens às personalidades do automobilismo brasileiro.
Vencedores
Prêmios – Automobilismo
- Categoria Top – Lucas Di Grassi
- Categoria Internacional – Gabriel Bortoleto
- Categoria Stock Car Pro Series – Gabriel Casagrande
- Categoria Stock Series – Zezinho Muggiati
- Categoria Turismo Nacional – Juninho Berlanda
- Categoria Fórmula 4 Brasil – Vinícius Tessaro
- Categoria TCR – Galid Osman
- Categoria Copa Truck – Felipe Giaffone
- Categoria Nascar Brasil – Leo Torres / Julio Campos
- Categoria Copa HB20 – Alberto Cattucci
- Categoria Endurance – Gaetano di Mauro / Guilherme Bottura
- Categoria Porsche Cup Brasil – Nicolas Costa e Miguel Paludo/Allan Hellmeister (Endurance)
- Categoria Turismo 1.4 – Bernardo Cardoso
- Categoria Rally – Ulysses Bertholdo / Marcelo Dalmut
- Categoria Off Road – Lucas Moraes / Kaique Bentivoglio
- Categoria Mitsubishi Cup – Ricardo Feltre / Ivo Mayer
- Categoria Velocidade na Terra – Reck Junior
- Categoria Drift – Lucas Medeiros
- Categoria Drift 2022/23 – Carlos Eduardo Dornelles Niehues (Dudu)
- Categoria Arrancada – José Fábio Zarbielli
- Categoria Revelação do Kart – Raphael Gebara
- Categoria Kart – Gabriel Gomez

Homenagem Capacete de Ouro
- Emerson Fittipaldi
- Bernie Ecclestone
- Pedro Muffato
- Antonella Bassani

Capacete de Ouro Especial
- Wilsinho Fittipaldi
- Bird Clemente

Fonte:

## 2025: 28.ª edição
Realizado em 10 de março de 2025 no Clube Naval, em Brasília, premiou os melhores de 2024, além de realizar homenagens às personalidades do automobilismo brasileiro.
Vencedores
Prêmios – Automobilismo
- Categoria Top – Augusto Farfus Jr.
- Categoria Internacional – Gabriel Bortoleto
- Categoria Stock Car Pro Series – Gabriel Casagrande
- Categoria Stock Series – Arthur Gama
- Categoria Turismo Nacional – Ernani Kuhn
- Categoria Fórmula 4 Brasil – Matheus Comparatto
- Categoria TCR – Pedro Cardoso
- Categoria Copa Truck – Felipe Giaffone
- Categoria NASCAR Brasil – Gabriel Casagrande e Alex Said
- Categoria Copa HB20 – Marcus Crestana Indio
- Categoria Endurance Brasil – Xandynho Negrão / Marcos Gomes
- Categoria Porsche Cup Brasil – Marçal Muller
- Categoria Turismo 1.4 – Wilton Freitas Pena
- Categoria Rally – Leonardo Cavaletti / Murilo Spironello
- Categoria Off Road – Lucas Moraes / Kaique Bentivoglio
- Categoria Mitsubishi Cup – Frederico Mol / Felipe Dellacqua
- Categoria Velocidade na Terra – Reck Jr.
- Categoria Drift – Murilo Sobral
- Categoria Arrancada – Marco Salles
- Categoria Kart Revelação – Pietro Belizário
- Categoria Kart – Matheus Morgatto

Homenagem Capacete de Ouro
- Gastão Fráguas
- Paulo Henrique Costa

Fonte: